# Championnats d'Europe de saut d'obstacles 1995
Navigation
Édition précédente Édition suivante
Les championnats d'Europe de saut d'obstacles 1995, vingt-troisième édition des championnats d'Europe de saut d'obstacles, ont eu lieu en 1995 à Saint-Gall, en Suisse. L'épreuve individuelle est remportée par l'Irlandais Peter Charles et la compétition par équipe par la Suisse.